# Sonate in trio per organo

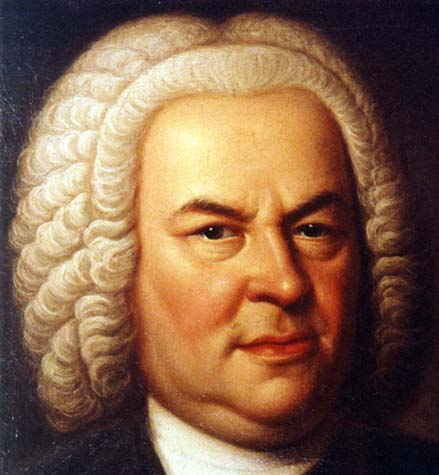
Johann Sebastian Bach

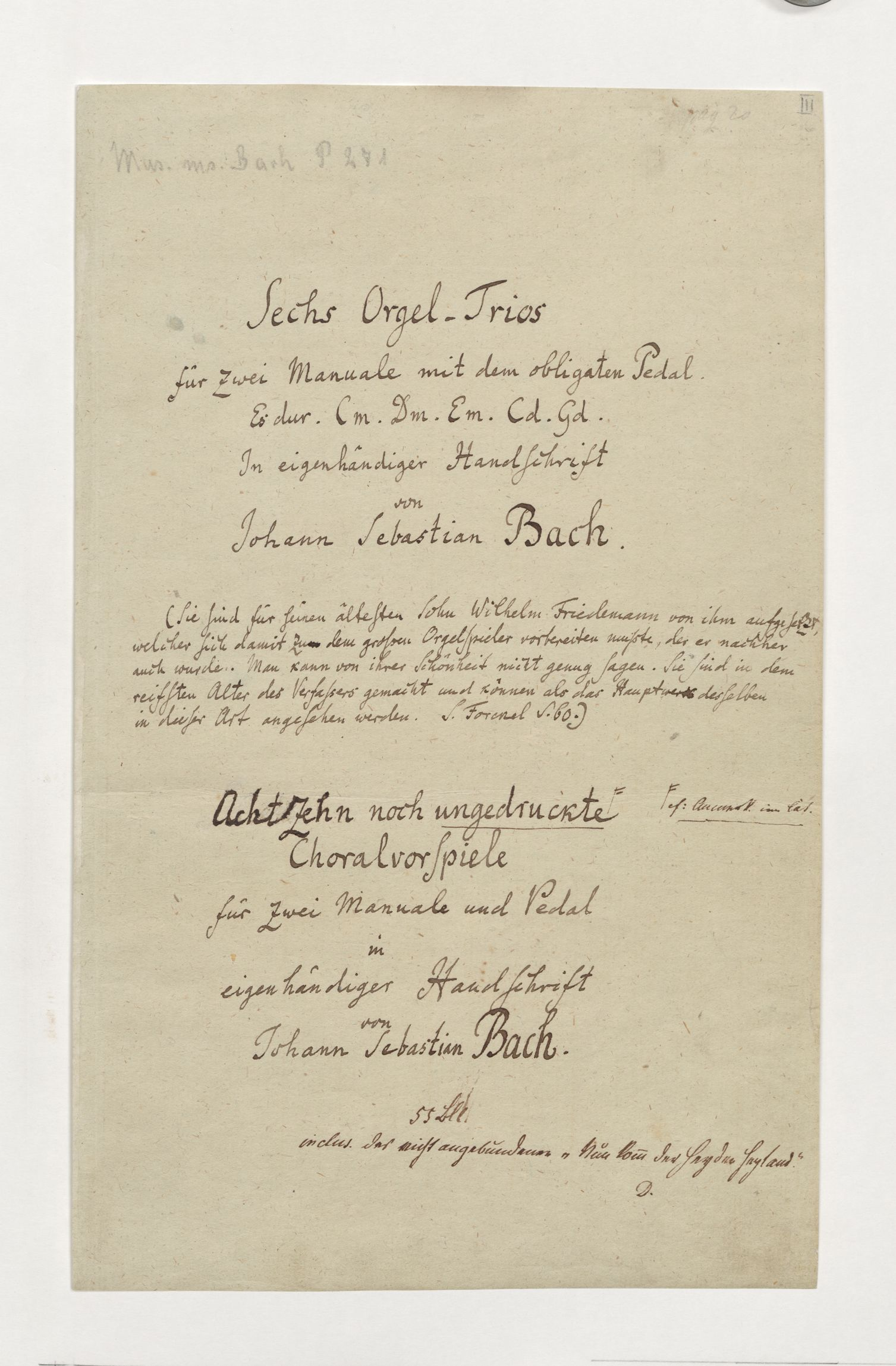
Frontespizio dell'autografo.

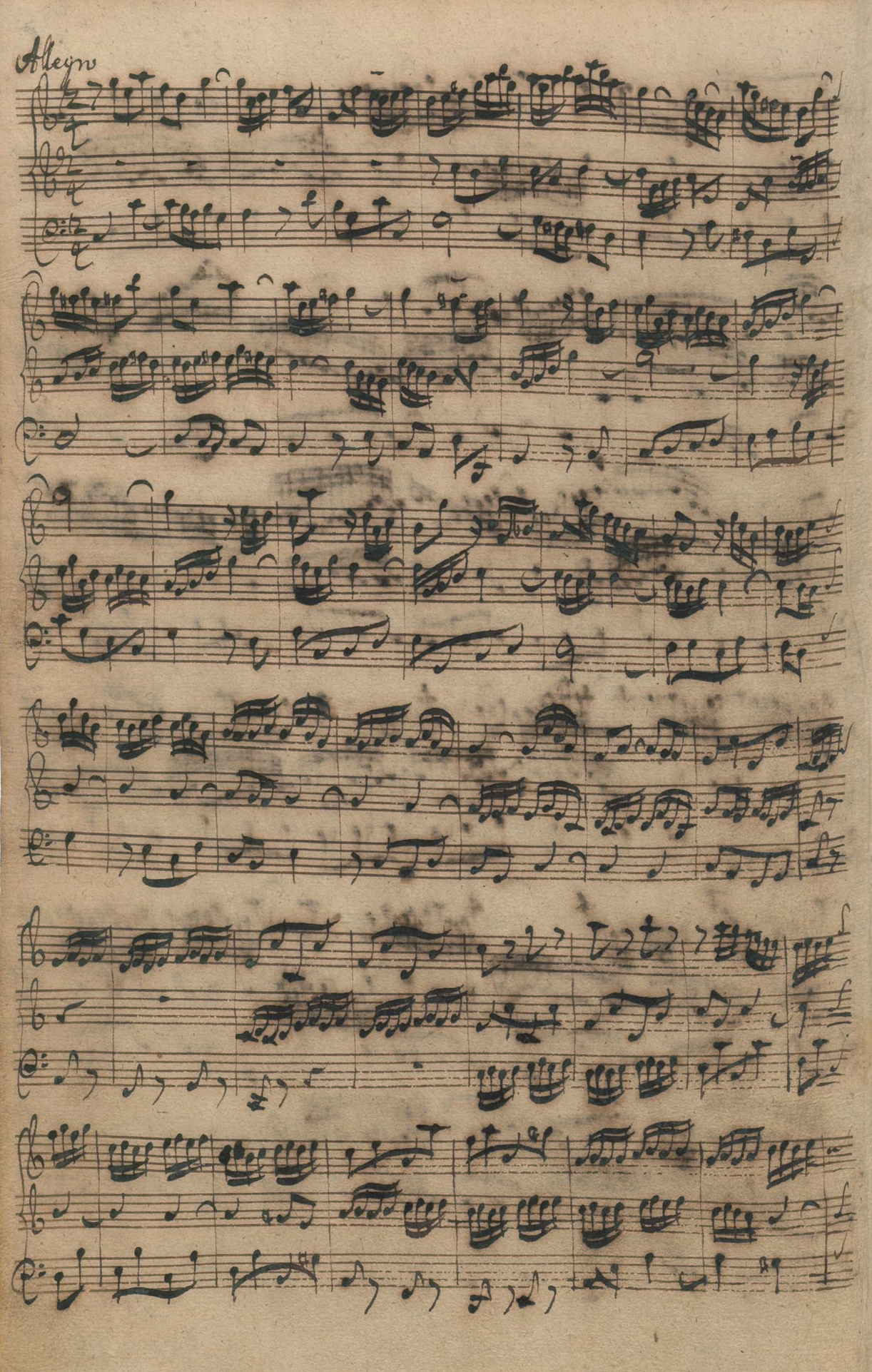
Autografo della prima pagina del terzo tempo della sonata BWV 529.

Nel 1727 Johann Sebastian Bach iniziò la stesura di un manoscritto di musica organistica che conteneva, oltre ai Preludi corali di Lipsia e alle Variazioni canoniche BWV 769, sei sonate in trio per organo. Sonata in trio qui significa che i due manuali e il pedale sono trattati in modo indipendente e strettamente legati fra di loro, una notevole sfida compositiva. Bach non ha dato un titolo all'opera complessiva, ma ha intitolato ogni sonata come "Sonata à 2 Clav. e Pedal di J. S. Bach".

## Genesi
Le sonate in trio sono state composte fra il 1727 e il 1732; stando al biografo Johann Nikolaus Forkel, Bach avrebbe scritto queste sonate come esercizio per il figlio maggiore Wilhelm Friedemann. Dato che il primo movimento della quarta sonata ci è giunto anche come trio per tre strumenti distinti, si ritiene che anche molti degli altri pezzi possano derivare da precedenti composizioni da camera; questa teoria non è però né comprovabile né smentibile perché non ci sono giunte fonti utili per gli altri casi.

## Stile
A causa della costruzione contrappuntistica con frequenti fughe e della rinuncia a evidenti movimenti di danza, le sei sonate si inseriscono nello stile della sonata da chiesa, con l'unica particolarità di presentare tre movimenti invece dei tradizionali quattro. Non solo questo, ma anche molti altri dettagli rivelano l'influsso dello stile concertistico italiano, come ad esempio il caratteristico da capo della sesta sonata; molto simile per stile e costruzione è la sonata per viola da gamba in sol minore BWV 1029.

## Le sonate

### Sonata I in mi bemolle maggiore, BWV 525
- [senza indicazione], ₵, in mi bemolle maggiore
- Adagio, 12/8, in do minore
- Allegro, 3/4, in mi bemolle maggiore

Secondo attuali ricerche, questa sonata deriverebbe da un trio in fa maggiore, probabilmente per flauto dolce, oboe e basso continuo.

### Sonata II in do minore, BWV 526
- Vivace, ₵, in do minore
- Largo, 3/4, in mi bemolle maggiore
- Allegro, ₵, in do minore

Wolfgang Amadeus Mozart ha trascritto per trio d'archi il secondo e il terzo movimento di questa sonata.

### Sonata III in re minore, BWV 527
- Andante, 2/4, in re minore
- Adagio e dolce, 6/8, in fa maggiore
- Vivace, 3/8, in re minore

Bach ha utilizzato il tempo lento di questa sonata anche per il triplo concerto per clavicembalo in la minore BWV 1044, aggiungendovi una quarta voce. Lo stesso pezzo è anche stato trascritto da Wolfgang Amadeus Mozart per trio d'archi.

### Sonata IV in mi minore, BWV 528
- Adagio, C – Vivace, 3/4, in mi minore
- Andante, C, in si minore
- Un poco Allegro, 3/8, in mi minore

Il primo movimento, composto da un'introduzione lenta e da un fugato, era stato precedentemente utilizzato da Bach nella cantata Die Himmel erzählen die Ehre Gottes BWV 76, come trio per oboe d'amore, viola da gamba e basso continuo. Oggi si ritiene con sufficiente diffusione che l'intera sonata derivi da una composizione del tutto simile: ciò ne farebbe una delle poche composizioni ricostruibili del periodo che Bach trascorse a Weimar.

### Sonata V in do maggiore, BWV 529
- Allegro, 3/4, in do maggiore
- Largo, 6/8, in la minore
- Allegro, 2/4, in do maggiore

### Sonata VI in sol maggiore, BWV 530
- Vivace, 2/4, in sol maggiore
- Lento, 6/8, in mi minore
- Allegro, ₵, in sol maggiore